# Ulrik Plesner
Ulrik Adolph Plesner (Vedersø, 17 maggio 1861 – Skagen, 22 novembre 1933) è stato un architetto danese, noto all'inizio del XX secolo per i suoi progetti in stile romantico nazionale. È ricordato per aver influenzato lo stile architettonico di Skagen e del nord dello Jutland.